# Benzingia
Benzingia es un género de orquídeas epifitas con ocho especies. Es originario del oeste de Sudamérica.

## Características
Todas las especies de este género tienen rizoma.  Las hojas son lanceoladas, dobladas, con margen poco ondulado.

## Distribución y hábitat
Se distribuye por Costa Rica, Panamá, Colombia, Ecuador y Perú donde crecen como epifitas en los bosques nubosos muy húmedos en alturas de 700 a 1500 metros. 

## Taxonomía
El género fue descrito por Calaway H. Dodson y publicado en Lankesteriana: La Revista Cientifica .... 9(3): 526–527. 2010. La especie tipo es: Benzingia hirtzii Dodson
Etimología
Benzingia: nombre genérico otorgado en honor de David Benzing, un biólogo de la Oberlin College (Ohio, EE. UU.).

## Especies deBenzingia
- Benzingia caudata (Ackerman) Dressler (2005), Ecuador y Perú.
- Benzingia cornuta (Garay) Dressler (2005),  Ecuador.
- Benzingia estradae (Dodson) Dodson (1995), Ecuador.
- Benzingia hajekii (D.E. Benn. & Christenson) Dressler (2005), Perú.
- Benzingia hirtzii Dodson, Lindleyana 10: 74 (1995)
- Benzingia jarae (D.E. Benn. & Christenson) Dressler (2005)
- Benzingia palorae (Dodson & Hirtz) Dressler (2005), Colombia y  Ecuador.
- Benzingia reichenbachiana (Schltr.) Dressler (2005), Costa Rica y Panamá.